# Jag är inte sjuk (Jag är bara svensk)
Jag är inte sjuk (jag är bara svensk) är en sång av den norska musikgruppen Trøste & Bære. Den släpptes som gruppens andra singel 1990 och fanns även med på debutalbumet Sammen på livet. Sången blev Trøste & Bæres genombrott och nådde stor popularitet i Norge. 
Jag är inte sjuk, jag är bara svensk driver med svenskar i allmänhet och svenska dansband i synnerhet. Texten är på svenska och utifrån en svensk dansbandssångares perspektiv.
Singeln låg på den norska singellistan i slutet av 1990, och nådde som högst fjärde plats.

## Listplaceringar
| Lista (1990) | Topplacering |
| ------------ | ------------ |
| Norge        | 4            |